# Lupsingen
Lupsingen är en ort och kommun i distriktet Liestal i kantonen Basel-Landschaft, Schweiz. Kommunen har 1 509 invånare (2023).